# 9K37 Buk
Das 9K37 Buk (russisch Бук М1, „Buche“) ist ein mobiles Mittelstrecken-Boden-Luft-Lenkwaffensystem, das in der Sowjetunion entwickelt wurde und heute unter anderem von den Streitkräften Russlands verwendet wird. Die NATO-Codenamen lauten je nach Ausführung SA-11 Gadfly, SA-17 Grizzly und SA-27.

## Entwicklung
Im Jahr 1971 erstellte man in der Sowjetunion eine Studie zur Entwicklung eines Nachfolgesystems für die Flugabwehrsysteme 2K12 Kub (NATO-Codename SA-6 Gainful) und 2K11 Krug (NATO-Codename SA-4 Ganef). Die Studie kam zum Schluss, dass die größte Schwachstelle der 2K11 und 2K12-Systeme die Verwundbarkeit der zentralen Feuerleitradars der Batterien war. Wurde dieses Feuerleitradar zerstört oder mit Elektronischen Gegenmaßnahmen gestört, bedeutete dies den Ausfall der ganzen Batterie. Aufgrund dessen empfahlen die Studienverfasser, dass bei dem künftigen System das Feuerleitradar zusammen mit den Lenkwaffen auf einem Kettenfahrzeug untergebracht werden sollte. Ebenso sollten die neuen Lenkwaffen mit einem Feststoffraketentriebwerk und nicht wie die Vorgängermodelle mit einem Staustrahltriebwerk ausgerüstet sein. Im Januar 1972 erteilten das Zentralkomitee der KPdSU und der Ministerrat der UdSSR den Entwicklungsauftrag für das 9K37 Buk-System. Das neue System sollte sowohl bei den Luftverteidigungstruppen der Landstreitkräfte der UdSSR als auch bei der Sowjetischen Marine zum Einsatz kommen. Unter der Leitung vom Wissenschaftlichen Forschungs- und Entwicklungsbüro Tichomirow (NIIP) in Schukowski begann am 13. Januar 1972 die Entwicklung. Weiter waren die Unternehmen Dolgoprudny Research Production Enterprise (DNPP), das Konstruktionsbüro Nowator, Fasotron-NIIR und das Mechanische Werk Uljanowsk (UMZ) an der Entwicklung beteiligt. Die Entwicklung der Marine-Ausführung erfolgte in Zusammenarbeit mit dem Konstruktionsbüro Altair-MNIIRE. Während der Entwicklung wurde im Jahr 1974 gefordert, das 9K37-System in die bereits im Einsatz stehenden 2K12 Kub-Systeme zu integrieren und somit einen parallelen Einsatz beider Flugabwehrsysteme zu ermöglichen. Nach Anpassungen am 9K37-System und Werktests im Jahr 1975, fanden im Jahr 1976 Truppenversuche statt. Das so entstandene System wurde 2K12M4 Kub-M4 bzw. 9K37-1 Buk-1 bezeichnet und wurde 1978 in Dienst gestellt. Die Werktests und Schießversuche mit der Vorserienversion 9K37-1 Buk-1 fanden in den Jahren 1977 bis 1978 statt. Zeitgleich wurden die ersten Systeme für Truppenversuche an die Landstreitkräfte der UdSSR ausgeliefert. Die eigentliche Serienversion 9K37 Buk war im Jahr 1980 operationell.

## Technik
Das 9K37 Buk dient zur Bekämpfung von Kampfhubschraubern, Kampfflugzeugen, unbemannten Luftfahrzeugen, Marschflugkörpern und Luft-Boden-Lenkwaffen in niedrigen bis mittleren Höhen. Ab der Ausführung 9K37M1-2 Buk-M1-2 können auch ballistische Kurzstreckenraketen abgefangen werden. Es dient der Flugabwehr über dem Gefechtsfeld und zum Schutz von motorisierten und mechanisierten Verbänden. Buk kann mobil im Gelände eingesetzt werden und ist allwetterfähig. Sämtliche Komponenten sind auf GM-567, GM-569 und GM-579-Kettenfahrzeugen installiert. Somit kann sich Buk auf der Straße und auch im Gelände bewegen. Das System benötigt keine vorbereiteten Stellungen und diese können sich irgendwo im Gelände befinden. Das Herstellen der Gefechtsbereitschaft dauert fünf bis sieben Minuten. Die Fahrzeuge benutzen zur Datenübertragung ausfahrbare Antennen.
Das Buk-System besteht im Groben aus den folgenden Komponenten: Einem Feuerleitstand, einem Überwachungsradar, den Lenkwaffenstartern mit den Lenkwaffen und dem Feuerleitradar, Nachladefahrzeuge mit Kran sowie weiteren Komponenten für den autonomen oder verbundenen Einsatz.

### Feuerleitstand
Mit dem Buk-System kommt ein zentraler Feuerleitstand zum Einsatz. Bei den ersten Ausführungen wird dieser 9S470 bezeichnet. Der Feuerleitstand ist auf einem GM-579-Kettenfahrzeug installiert. Dieses hat eine Länge von 8,37 m, ist 3,25 m breit und hat eine Höhe von 2,96 m (ohne Antennen). Das Fahrzeug wiegt 28,9 Tonnen und erreicht auf der Straße eine Geschwindigkeit von 65 km/h. In dem Feuerleitstand laufen die Aufklärungsdaten des 9S18-Überwachungsradars sowie die der Feuerleitradare von den Lenkwaffenstartern zusammen und werden dort mit redundanten Echtzeit-Computersystemen verarbeitet. Aus dem Feuerleitstand führen sechs Bediener den Feuerkampf, wobei sie auch Anweisungen von einem übergeordneten Gefechtsstand erhalten können. Der Feuerleitstand verfügt über umfangreiche Kommunikationseinrichtungen, die es dem Kampfführungspersonal erlauben, mit verschiedenen Aufklärungs- und Führungssystemen zu kommunizieren. Im Feuerleitstand können zeitgleich die Flugrouten von 46 bis 75 Flugzielen (je nach Version) verfolgt werden. Davon können von sechs die Zielparameter ermittelt werden und diese an die Lenkwaffenstarter gesendet werden. Der Feuerleitstand führt folgende Aktionen aus:
- Kontrolle / Koordination von bis zu sechs Lenkwaffenstartern der Batterie
- Akquisition, Identifikation, Verfolgung der Luftziele
- Freund-Feind-Erkennung (IFF)
- Prioritätszuweisung der einzelnen Luftziele und die Weitergabe der gefährlichsten an die Feuerleitradare der Lenkwaffenstarter
- Kontrolle und Koordination der elektronischen Gegenmaßnahmen
- Datenaustausch mit benachbarten Einheiten sowie der übergeordneten Stufe

Je nach Buk-Ausführung trägt der Feuerleitstand die Bezeichnung 9S470M1, 9S470M1-1 oder 9S470M2. Ab der Ausführung 9K317 Buk-M2 trägt er die Bezeichnung 9S510.

### Überwachungsradar

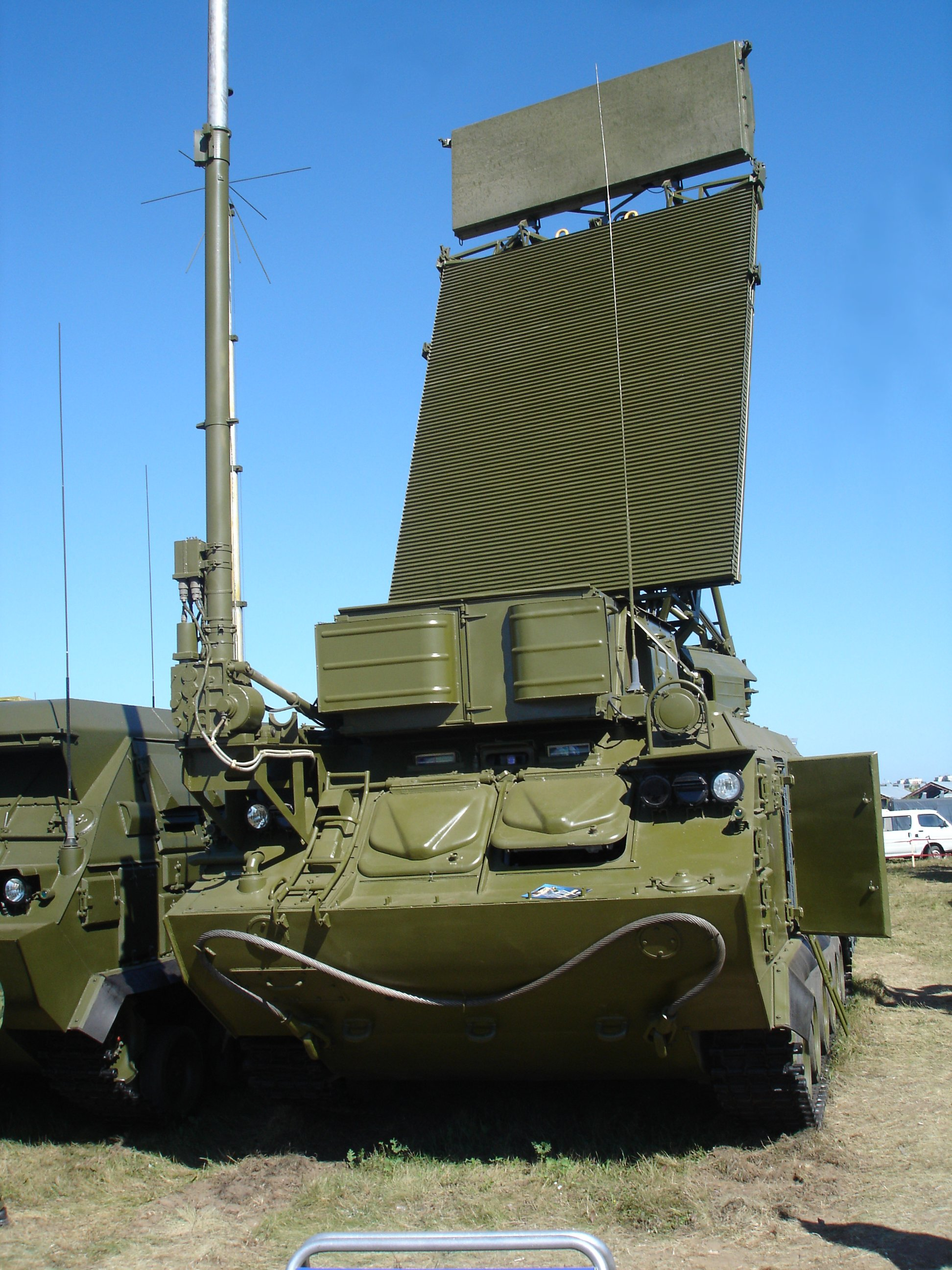
9S18M1-Überwachungsradar

Das Überwachungsradar der Ursprungsversion 9K37-1 Buk-1 war das 9S18 Kupol (NATO-Codename Tube Arm). Dieses war auf einem Kettenfahrzeug vom Typ MT-S installiert. Es hatte eine Besatzung von drei Mann und wog 28,5 Tonnen. Das Überwachungsradar verwendet eine Torusantenne, mit der Ziele in einem 360°-Rundkreis erfasst und begleitet werden konnten. Die Drehgeschwindigkeit der Antenne war stufenlos zwischen 4,5 bis 18 Sekunden pro Umdrehung wählbar. Beim Transport wurde die Radarantenne auf das Fahrzeugdach abgesenkt. Dieses Überwachungsradar war ein frequenzgesteuertes Impulsradar mit einer durchschnittlichen Impulsleistung von 3,5 Kilowatt. Das Radar arbeitete im S-Band im Zentimeterbereich. Das Radarsystem verfügte über eine Freund-Feind-Erkennung (IFF) und hatte eine Reichweite von 110 bis 120 km. Ein großes Flugziel in einer Flughöhe von 3.000 m konnte auf eine Distanz von 110 bis 120 km begleitet werden. Ein Flugziel in einer Flughöhe von 30 m konnte auf rund 45 km geortet werden. Das 9S18-Überwachungsradar erwies sich in der Praxis als wenig zuverlässig. Die Radarkomponenten arbeiteten unzuverlässig und Softwareprobleme führten regelmäßig zu Datenverlusten und Totalausfällen des Systems. Ebenso war das Radar anfällig gegenüber elektronischen Gegenmaßnahmen. Wegen dieser Mängel wurde es bald aus dem Einsatz genommen und durch ein leistungsstärkeres Radar ersetzt.
Ab der ersten Serienversion 9K37 Buk kommt das verbesserte 9S18M Kupol-M (NATO-Codename Snow Drift) 3D-Überwachungsradar zur Anwendung. Dieses Radar ist auf einem GM-567M1-Kettenfahrzeug installiert und hat eine Besatzung von drei Mann. Das Fahrzeug hat eine Länge von 9,95 m, ist 3,25 m breit und hat eine Höhe von 3,25 m (ohne Radarantenne). Das Fahrzeug wiegt rund 35 Tonnen und erreicht auf der Straße eine Geschwindigkeit von 65 km/h. Das Überwachungsradar verwendet eine rechteckige Phased-Array-Antenne mit Schlitzstrahler, mit der Ziele in einem 360°-Rundkreis erfasst und begleiten werden können. Die Antenne rotiert stufenlos zwischen 3 und 14 Umdrehungen pro Minute. Daneben kann sie auch stillstehen und für einen statischen Suchsektor mit einem horizontalen Öffnungswinkel von 30° eingesetzt werden. In der vertikalen Ebene wird ein Öffnungswinkel von 0 bis 40° eingesetzt. Es können so Ziele bis in eine Flughöhe von 25 bis 35 km erfasst und begleitet werden (je nach Version). Beim Transport wird die Radarantenne auf das Fahrzeugdach abgesenkt. Das Radar arbeitet im I-Band im Zentimeterbereich. Die mittlere Impulsleistung liegt bei 0,7 Kilowatt und die maximale beträgt 700 Kilowatt. Der maximale Fehler bei der Azimutauflösung liegt bei 20 Bogenminuten. Der maximale Fehler bei der Distanzmessung liegt bei 100 bis 400 m (je nach Version). Die Installierte Radarreichweite beträgt bei der neusten Ausführung 160 km. Ein Flugziel in einer Flughöhe von 100 m kann auf rund 35 km geortet werden. Flugziele im Tiefflug sollen auf Distanzen von 20 bis 25 km erfasst und begleitet werden können. Zeitgleich können 50 bis 120 Flugziele (je nach Version) begleitet und von sechs davon die Zieldaten ermittelt werden. Das Radarsystem verfügt über ein eigenes Freund-Feind-Erkennungs-System (IFF) und die ermittelten Zieldaten werden automatisch an den 9S470-Feuerleitstand weitergeleitet. Je nach Buk-Ausführung trägt das Überwachungsradar die Bezeichnung 9S18M Kupol-M, 9S18M1 Kupol-M1, 9S18M2 Kupol-2 oder 9S18M3 Kupol-3.

### Lenkwaffenstarter
Der Lenkwaffenstarter, welcher mit der ersten Ausführung 9K37 Buk zum Einsatz kam, war der 9A38. Bei den späteren Buk-Ausführungen wird dieses Fahrzeug 9A310 und 9A317 bezeichnet. Der Lenkwaffenstarter ist auf einem GM-569-Kettenfahrzeug installiert und hat eine Besatzung von vier Mann. Das Fahrzeug hat eine Länge von 9,30 m, ist 3,25 m breit und hat eine Höhe von 3,25 m. Das Fahrzeug wiegt 32,4 bis 35 Tonnen (je nach Version) und erreicht auf der Straße eine Geschwindigkeit von 65 km/h. Auf dem Fahrgestell ist eine in der horizontalen Ebene 360° drehbare Plattform mit vier Lenkwaffen und dem Feuerleitradar untergebracht. Der Werferrahmen mit den Lenkwaffen ist in der vertikalen Ebene bis maximal 75° anstellbar.
Die Lenkwaffenstarter 9A38 und 9A310 sind mit dem 9S35 Orech (NATO-Codename Fire Dome) Feuerleitradar ausgerüstet. Dieses befindet sich unter einem Radom an der Frontseite der drehbaren Plattform. Am Radom ist ebenfalls eine elektronisch-optische Zieleinrichtung vom Typ 9Sch38 Karat angebracht. Mit dieser können Ziele auf eine Distanz von 22 bis 27 km verfolgt werden. Das Radar verwendet eine Torusantenne und arbeitet im H- und I-Band im Zentimeterbereich, mit einer Frequenz von 6 bis 10 GHz. Befindet sich das Radar im Suchmodus kommt das Monopulsverfahren mit einer mittleren Impulsleistung von 1 kW sowie 72 Festfrequenzen zur Anwendung. Im Suchmodus arbeitet das 9S35-Radar mit einem horizontalen Öffnungswinkel von 60° und in der vertikalen Ebene wird ein Öffnungswinkel von −10 bis +80° verwendet. In diesem Modus können Flugziele in einer Flughöhe von 3000 m auf 30 bis 85 km (je nach Version) erfasst werden. Ein Ziel in einer Flughöhe von 30 m kann auf 20 bis 25 km erfasst werden. Wurde ein Ziel entdeckt oder dem Feuerleitradar ein Solches vom 9S470-Feuerleitstand zugewiesen, wechselt das Radar in den Zielverfolgungsmodus. Das Radar stellt jetzt die Halbaktive Zielsuchlenkung für die Flugabwehrlenkwaffen sicher. Es kann zeitgleich drei Lenkwaffen gegen ein Flugziel steuern. Jetzt arbeitet das Radar als Dauerstrichradar mit einer mittleren Impulsleistung von 2 kW. Im Zielverfolgungsmodus arbeitet das Radar mit einem horizontalen und vertikalen Öffnungswinkel von 7°. Von dem Feuerleitradar existieren für die 9A38 und 9A310 Lenkwaffenstarter die Ausführungen 9S35M Orech-M und 9S35M1 Orech-M1. Sie können für die Zielsuchlenkung der Lenkwaffen vom Typ 9M38, 3M9M3 und 3M9M4 eingesetzt werden. Die moderneren Lenkwaffenstarter 9A317 und 9A317M sind mit dem neuen 9S36 (NATO-Codename Front Dome) Feuerleitradar ausgerüstet. Dieses verwendete eine Phased-Array-Antenne. Es arbeitet im Suchmodus im C-Band und im Zielverfolgungsmodus im X-Band. Das 9S36-Radar hat einen horizontalen Öffnungswinkel von 120° und dieser Sektor kann innerhalb von vier Sekunden nach Flugzielen abgetastet werden. In diesem Suchmodus können Flugziele in einer Flughöhe von 3000 m auf 100 km detektiert werden. Im Zielverfolgungsmodus können Ziele auf rund 95 km verfolgt werden. Spätere Versionen dieses Radars verfügen über die Möglichkeit zur Mehrfachzielbekämpfung und haben die Fähigkeit zum Track-while-scan. Die späteren 9S36-Radars können zeitgleich 24 Ziele verfolgen und simultan vier Lenkwaffen gegen vier Ziele steuern. Das 9S36-Radar stellt die halbaktive Zielsuchlenkung für die Flugabwehrlenkwaffen vom Typ 9M38, 3M38M und 9M317 sicher. Weiter ist am Radar-Radom eine elektronisch-optische Zieleinrichtung vom Typ 9Sch38-3 mit einem Laser-Entfernungsmesser angebracht.

### Versorgungs- und Startfahrzeug

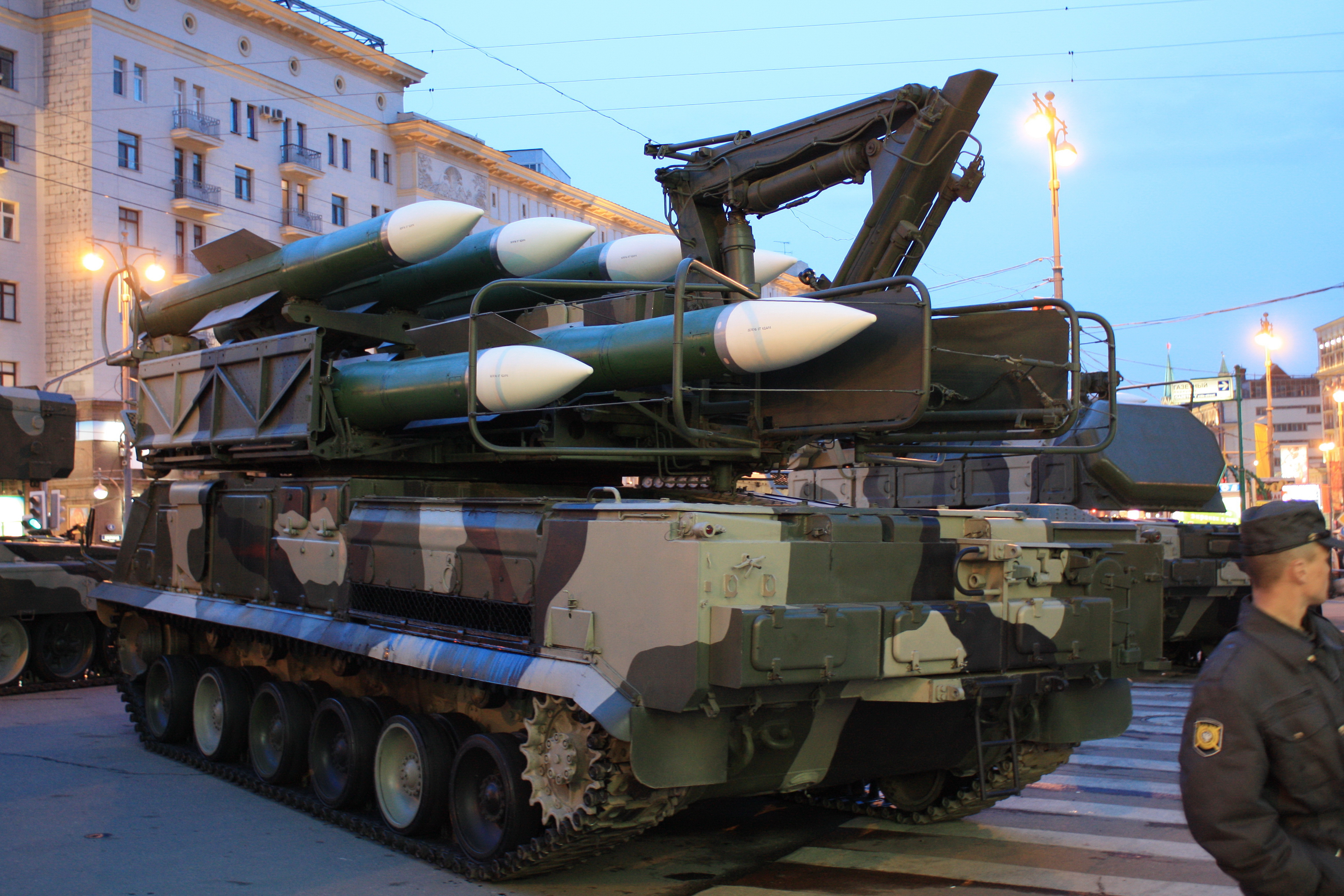
9A316 Versorgungs- und Startfahrzeug

Die Versorgungs- und Startfahrzeuge werden je nach Ausführung 9A39, 9A39M, 9A39M1 bzw. 9A316 und 9A316M bezeichnet. Das Fahrzeug wird primär als Versorgungsfahrzeug für die 9A38/9A310/9A317-Lenkwaffenstartfahrzeuge eingesetzt. Daneben kann es aber auch selbst Lenkwaffen starten. In diesem Fall erhält es Radar-Zieldaten für die Lenkwaffen von einem in der Nähe stehenden 9A38/9A317-Lenkwaffenstarter. Dafür wird die Ladefläche in der vertikalen Ebene bis maximal 75° angestellt und die Lenkwaffen direkt ab dieser gestartet. Auch dieses Fahrzeug basiert auf einem GM-569-Kettenfahrzeug und hat eine Besatzung von drei Mann. Das Fahrzeug hat eine Länge von 9,96 m, ist 3,31 m breit und hat eine Höhe von 3,80 m. Das Fahrzeug wiegt 35 Tonnen und erreicht auf der Straße eine Geschwindigkeit von 65 km/h. Das Versorgungs- und Startfahrzeug ähnelt den Lenkwaffenstartfahrzeugen, ist aber anstelle des Feuerleitradars mit einem Ladekran und acht Lenkwaffen ausgerüstet. Die Lenkwaffen sind in zwei Gestellen, in denen in zwei Lagen je vier untergebracht sind, montiert. Das Nachladen eines leergeschossenen Lenkwaffenstartfahrzeuges dauert 13 bis 15 Minuten.

### Lenkwaffen

#### 9M38

Buk-Lenkwaffen

Die Ausführungen Buk-1, Buk, Buk-M1 und Buk-M1-2 verwenden die 9M38-Lenkwaffen. Diese sind einstufige Flugkörper und haben einen typisch zylinderförmigen Rumpf. Das Aussehen und die Funktionsweise der 9M38-Lenkwaffe ähnelt der U.S. amerikanischen RIM-66 Standard Lenkwaffe. Der rund erste Drittel der Lenkwaffe hat einen Durchmesser von 330 mm. Der Rest des Lenkwaffenrumpfes weist einen Durchmesser von 400 mm auf. Am Rumpf der Lenkwaffe sind zwei Gruppen von Lenk- und Steuerflügel angebracht. Im hinteren Bereich befinden sich vier trapezförmige Steuerflügel mit einer Spannweite von 860 mm. Auf mittlerer Länge des Flugkörperrumpfs sind vier langgezogene Stabilisierungsflächen angebracht, welche sich bis zu den Steuerflächen am Flugkörperheck erstrecken. Der Rumpf der 9M38-Lenkwaffe ist in mehrere Sektionen aufgeteilt: Hinter der ogivalen Lenkwaffenspitze befindet sich der halbaktive 9E50-Radarsuchkopf (bei den ersten Lenkwaffen wurde der 9E47-Radarsuchkopf verbaut). Danach folgt der 9B1103M-Bordcomputer mit einem Inertialen Navigationssystem und der Radar-Näherungszünder vom Typ 9E241. Dahinter folgt der 70 kg wiegende 9N310-Splittergefechtskopf. Dieser hat einen Wirkungsradius von 15 bis 17 m. Im darauffolgenden Rumpfabschnitt mit Durchmesser 400 mm ist das 9D151-Feststoffraketentriebwerk untergebracht. Zuhinterst im Heck befindet sich die Brennkammer. Neben der Düse sind der Gasgenerator und der Turbogenerator für die Elektrizitätsversorgung untergebracht. Ebenso befinden sich dort die Aktuatoren für die Steuerflächen. Der Feststoff-Raketentreibsatz besteht aus zwei Sektionen. Die erste Sektion verwendet einen schnellabbrennenden Treibsatz, der die Lenkwaffe nach dem Start auf die Marschgeschwindigkeit von rund 850 m/s beschleunigt. Nach dem Ausbrennen der ersten Sektion zündet verzugslos die zweite Sektion. Diese Sektion hat einen geringeren spezifischen Impuls und sorgt für das Aufrechterhalten der Marschgeschwindigkeit. Die maximale Brenndauer des Raketenmotors beträgt rund 15 Sekunden. Die Lenkwaffe kann Flugmanöver mit einer maximalen Querbelastung von 23 g ausführen. Der 9E50-Radarsuchkopf kann Ziele mit einem Radarquerschnitt vom 5 m² auf eine Distanz von bis zu 40 km erfassen. Die Exportbezeichnung dieser Lenkwaffe lautet 9M38E.
Weiter existieren die Lenkwaffen-Ausführungen 9M38M und 9M38M1. Diese sind äußerlich nicht vom Vorgängermodell zu unterscheiden. Diese neuen Lenkwaffen verwenden die verbesserten 9E50M/M1-Suchköpfe sowie verbesserte Elektronik. Weiter kommt der neue 9N314M-Sprengkopf zum Einsatz. Dieser besitzt einen Splittermantel aus 7600 vorgeformten X-förmigen Fragmenten und hat einen Wirkungsradius von rund 17 m. Die Exportbezeichnung dieser Lenkwaffen lautet 9M38ME/M1E.

#### 9M317

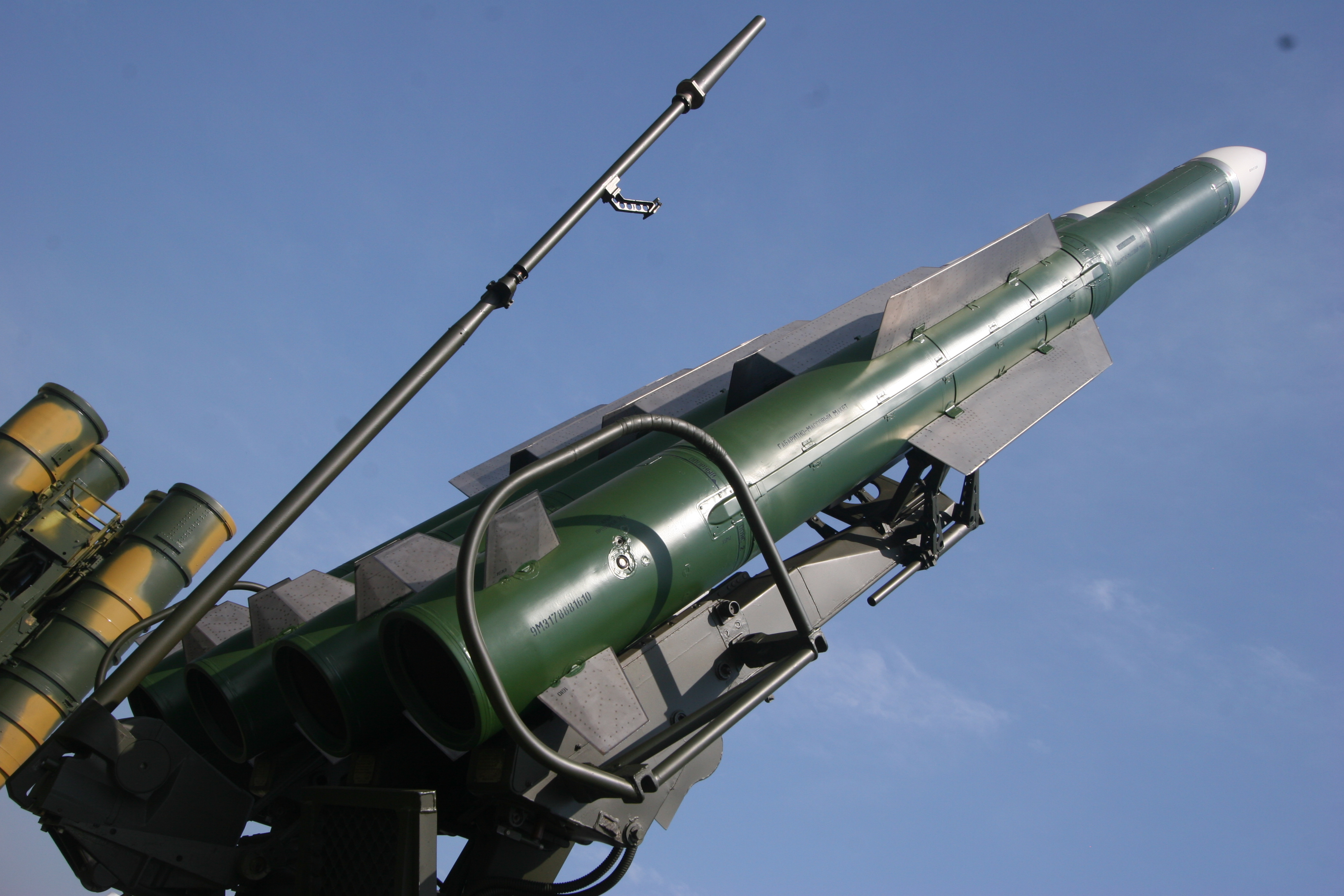
9M317-Lenkwaffen

Die Ausführungen Buk-M1-2 und Buk-M2 verwenden die neueren 9M317-Lenkwaffen. Diese besitzen ebenfalls eine Rumpfgeometrie mit zwei Durchmessern von 330 und 400 mm haben aber eine verstärkte Flugkörperzelle. Die 9M317-Lenkwaffe hat neugestaltet Stabilisierungsflächen. Diese haben eine größere Spannweite und sind deutlich kürzer als beim Vorgängermodell 9M38. Die 9M317-Lenkwaffe verfügt über ein leistungsstärkeres Feststoff-Raketentriebwerk mit einem 9D172-Doppelpulsmotor, was ihr eine größere Reichweite verleiht. Weiter kommt neue Elektronik sowie der digitale halbaktive 9E420-Radarsuchkopf zum Einsatz. Ebenso ist in diesem Lenkwaffentyp der neue 9N318-Continuous-Rod-Sprengkopf mit dem 9E346-Radar-Annäherungszünder verbaut. Die 9M317-Lenkwaffen können Manöver mit einer maximalen Querbelastung von 40 g ausführen. Die Exportbezeichnung dieser Lenkwaffe lautet 9M317E.

#### 9M317A
Die 9M317A-Lenkwaffe basiert auf dem Modell 9M317, ist aber mit dem aktiv arbeitenden 9B1103M-350-Radarsuchkopf ausgerüstet. Dieser Radarsuchkopf entstammt der Luft-Luft-Rakete R-77 (NATO-Codename AA-12 Adder). Die Buk-Systeme ab der Ausführung 9K37M1-2 Buk-M1-2 können diese Lenkwaffe einsetzen. Die Exportbezeichnung dieser Lenkwaffe lautet 9M317AE.

#### 9M317M

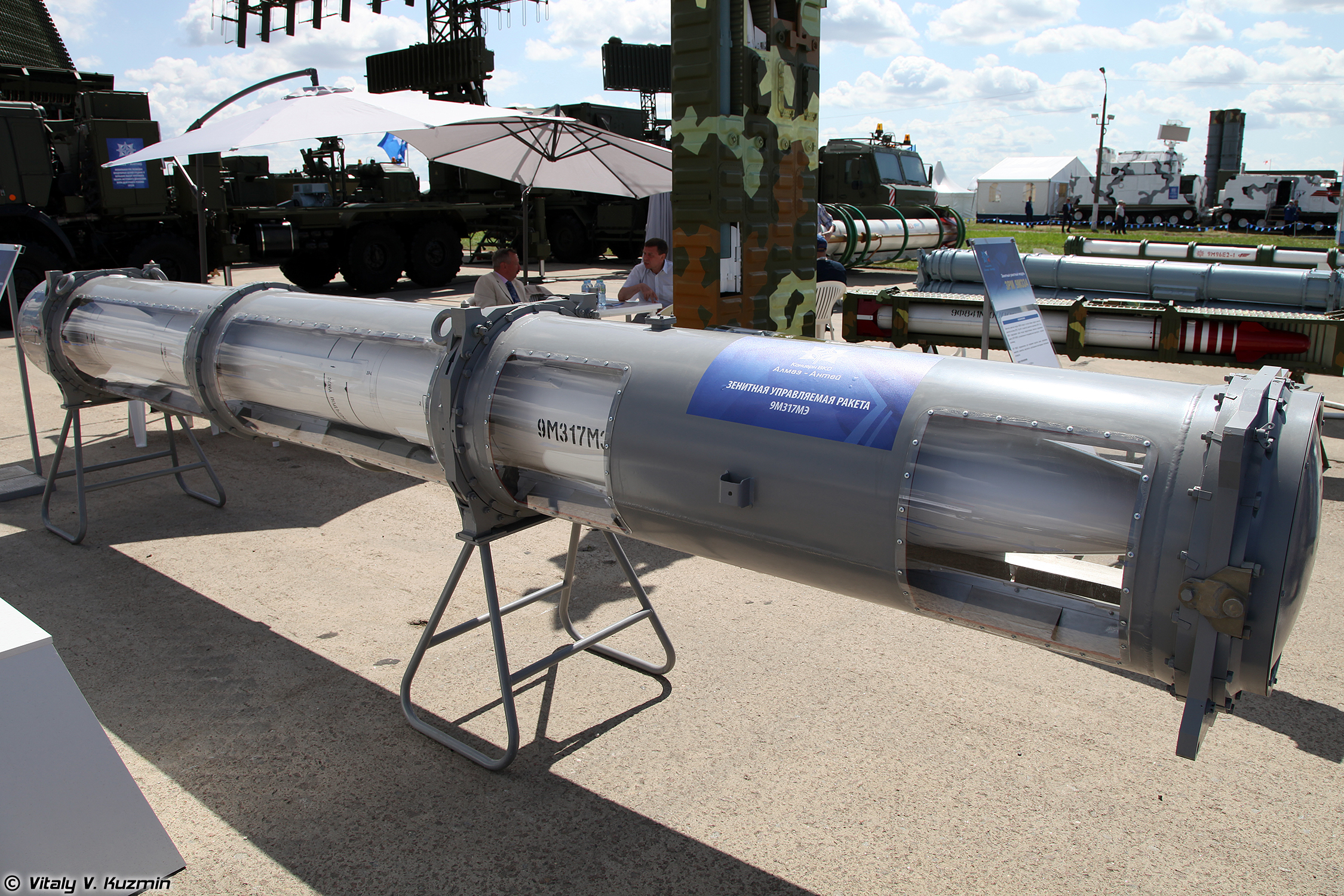
9M317M-Lenkwaffe im Startbehälter

Das Modell 9M317M ist eine komplett neue Lenkwaffe und kommt mit der Ausführung 9K317M Buk-M3 zum Einsatz. Die Lenkwaffe hat einen konstanten Rumpfdurchmesser von 360 mm und wird von einem Feststoff-Doppelpulsmotor angetrieben. Am Rumpfende sind vier Strahlruder für die Schubvektorsteuerung angebracht. Im hinteren Bereich sind vier kleine trapezförmige Stabilisierungsflächen sowie vier Steuerflächen angebracht. Die Lenkung erfolgt mit einem digitalen Bordcomputer mit integriertem Navigationssystem. Zur Zielortung kommt der halbaktive 9E432-Radarsuchkopf zur Anwendung. Die Exportbezeichnung dieser Lenkwaffe lautet 9M317ME.

#### 9M318
Variante aus Belarus basierend auf der 9M38M1-Lenkwaffe.

### Übersicht Lenkwaffen
Technische Daten aus
| Lenkwaffe           | 9M38                                 | 9M38M/M1                             | 9M317                                | 9M317A                               | 9M317M                               |
| ------------------- | ------------------------------------ | ------------------------------------ | ------------------------------------ | ------------------------------------ | ------------------------------------ |
| Buk-System          | 9K37-1, 9K37, 9K37M1, 9K37M1-2       | 9K37, 9K37M1, 9K37M1-2               | 9K37M1-2, 9K317                      | 9K37M1-2, 9K317                      | 9K317M                               |
| Länge               | 5,55 m                               | 5,55 m                               | 5,55 m                               | 5,55 m                               | 5,18 m                               |
| Rumpfdurchmesser    | 330/400 mm                           | 330/400 mm                           | 330/400 mm                           | 330/400 mm                           | 360 mm                               |
| Flügelspannweite    | 860 mm                               | 860 mm                               | 860 mm                               | 860 mm                               | 820 mm                               |
| Masse               | 690 kg                               | 690 kg                               | 715 kg                               | 720 kg                               | 581 kg                               |
| Antrieb             | 1 Stufe, Feststoffraketentriebwerk   | 1 Stufe, Feststoffraketentriebwerk   | Feststoff-Doppelpulsmotor            | Feststoff-Doppelpulsmotor            | Feststoff-Doppelpulsmotor            |
| Gefechtskopf        | 70 kg Splittergefechtskopf           | 70 kg Splittergefechtskopf           | 70 kg Continuous Rod                 | 70 kg Continuous Rod                 | 62 kg Continuous Rod                 |
| Zünder              | Aufschlag- und Radar-Näherungszünder | Aufschlag- und Radar-Näherungszünder | Aufschlag- und Radar-Näherungszünder | Aufschlag- und Radar-Näherungszünder | Aufschlag- und Radar-Näherungszünder |
| Fluggeschwindigkeit | 850 m/s                              | 850 m/s                              | 1.200 m/s                            | 1.200 m/s                            | 1.550 m/s                            |
| Vernichtungszone    | 3,5–28 km                            | 3,5–30 km                            | 3–45 km                              | 3–50 km                              | 2,5–70 km                            |
| Einsatzhöhe         | 25–18.000 m                          | 20–20.000 m                          | 15–25.000 m                          | 15–25.000 m                          | 15–35.000 m                          |
| Lenksystem          | INS + SARH + HOJ                     | INS + SARH + HOJ                     | INS + SARH + HOJ                     | INS + Aktive Radarzielsuche          | INS + SARH + HOJ                     |

## Varianten

### 9K37-1 Buk-1
Die ersten Systeme der Vorserienversion 9K37-1 Buk-1 wurde im Jahre 1976 für Truppenversuche an die Landstreitkräfte der UdSSR ausgeliefert. Im Jahr 1978 war Buk-1 schließlich operationell. Buk-1 konnte im Verbund mit dem System 2K12M4 Kub-M4 (NATO-Codename SA-6 Gainful) eingesetzt werden und war mit diesem kompatibel. Der 9A38-Lenkwaffenstarter konnte die 9M38-Lenkwaffen des Buk-1 Systems sowie die 3M9M3 und 3M9M4-Lenkwaffen der Kub-M4 einsetzen. Auch die Feuerleitung konnte in Zusammenarbeit mit dem 1S91-Feuerleitradar (NATO-Codename Straight Flush) der Kub-M4 erfolgen. Das Buk-1-System war infolge des großen Zeitdruckes bei der Entwicklung noch sehr unausgereift und die Leistungen blieben hinter den Erwartungen zurück. Die modernen Radargeräte sowie die Software für die Feuerleitung bereiteten von Anfang an Probleme. Besonders das 9S18 Kupol-Überwachungsradar bereitete im Einsatz immer wieder große Probleme. Die Ausführung Buk-1 wurde nur in geringer Stückzahl produziert und bald ersetzt. Buk-1 hatte einen horizontalen Kampfbereich von 3,5 bis 28 km. Der vertikale Einsatzbereich lag bei 25 bis 18.000 m. Flugziele konnten bis zu einer maximalen Fluggeschwindigkeit von 800 m/s bekämpft werden. Das 9S35-Feuerleitradar auf dem 9A38-Lenkwaffenstarter konnte zeitgleich zwei Lenkwaffen gegen ein einzelnes Ziel steuern. Der NATO-Codename von Buk-1 lautet SA-11A Gadfly.

### 9K37 Buk
Die erste Buk-Serienversion entstand parallel zur Ausführung 9K37-1 und wurde im Februar 1980 an die Landstreitkräfte der UdSSR ausgeliefert. Sie verwendet den 9S470-Feuerleitstand, das 9S18M Kupol-M-Überwachungsradar sowie den 9A310-Lenkwaffenstarter. Zum Einsatz kamen die 9M38M-Lenkwaffen. Eine Buk-Batterie kann mit drei 9A310-Lenkwaffenstartern zeitgleich drei Ziele bekämpfen (ein Ziel per Lenkwaffenstarter). Das 9S35M Orech-M-Feuerleitradar auf dem Lenkwaffenstarter kann zeitgleich drei Lenkwaffen gegen ein einzelnes Ziel steuern. Buk hatte einen horizontalen Kampfbereich von 3,5 bis 30 km. Der vertikale Einsatzbereich lag bei 20 bis 20.000 m. Flugziele konnten bis zu einer maximalen Fluggeschwindigkeit von 820 m/s bekämpft werden. Auch diese Buk-Ausführung wurde nur in geringer Stückzahl produziert und später auf den Stand 9K37M1 Buk-M1 umgerüstet. Der NATO-Codename von Buk lautet SA-11A Gadfly.

### 9K37M1 Buk-M1

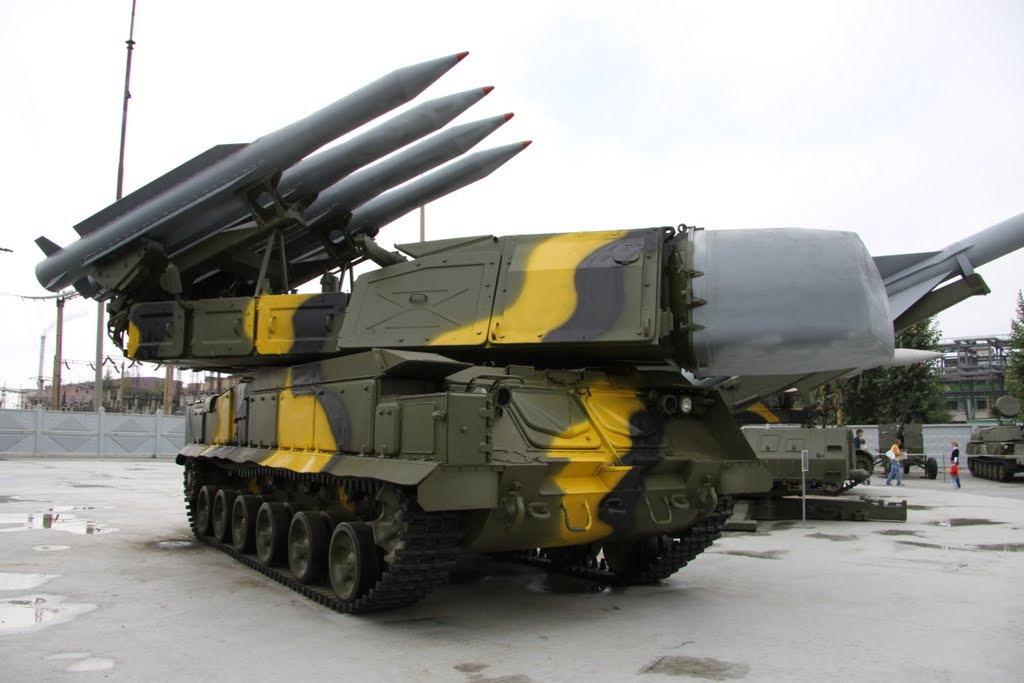
Buk-M1-Lenkwaffenstarter mit 9M38-Lenkwaffen

Im November 1979, noch vor der Indienststellung der ersten 9K37 Buk-Systeme, bekamen die Planer bei NIIP den Auftrag für die Entwicklung des verbesserten 9K37M1 Buk-M1-Systems. Dieses System sollte Anfang der 1980er Jahre die im Einsatz stehenden Buk-Systeme ablösen. Bei der Entwicklung wurde Priorität auf die Bekämpfung von Marschflugkörpern und Luft-Boden-Lenkwaffen gelegt. Auch sollten die seit der ersten Version bestehenden Kinderkrankheiten beseitigt werden. Die verbesserten Komponenten von Buk-M1 System wurden so gestaltet, dass sie mit den älteren Buk-Systemen ausgetauscht werden konnten. Die Tests mit dem verbesserten Buk-M1 System fanden zwischen Februar und Dezember 1982 statt. Danach erfolgten die Abnahmetests durch die Staatsbehörden. Das neue System wurde ab 1983 bei den sowjetischen Landstreitkräften eingeführt. Sämtliche bereits im Einsatz stehenden Buk-Systeme wurden auf den Stand Buk-M1 nachgerüstet. Buk-M1 verwendet den 9S470M1-Feuerleitstand, das 9S18M1 Kupol-M1-Überwachungsradar sowie den 9A310M-Lenkwaffenstarter mit dem 2S35M1-Feuerleitradar. Eine Buk-Batterie kann mit sechs 9A310M-Lenkwaffenstartern zeitgleich sechs Ziele bekämpfen (ein Ziel per Lenkwaffenstarter). Verwendet wird der Lenkwaffentyp 9M38M1. Buk-M1 hat einen horizontalen Kampfbereich von 3,5 bis 35 km. Der vertikale Einsatzbereich liegt bei 20 bis 22.000 m. Flugziele können bis zu einer maximalen Fluggeschwindigkeit von 850 m/s bekämpft werden. Ein Marschflugkörper in einer Flughöhe von 30 m kann in einem Bereich von 3,5 bis 9,5 km bekämpft werden. Bei einem solchen in einer Flughöhe von 6000 m liegt dieser Wert bei 3,5 bis 26 km. Die Reaktionszeit ab der Zielerfassung mit dem Radar bis zum Lenkwaffenstart beträgt maximal 22 Sekunden. Der NATO-Codename von Buk-M1 lautet SA-11A Gadfly.

### 9K37M1E Buk-M1E
Dies ist die Exportversion der 9K37M1 Buk-M1. Eine weitere Bezeichnung lautet Gang.

### 9K37M1-2 Buk-M1-2

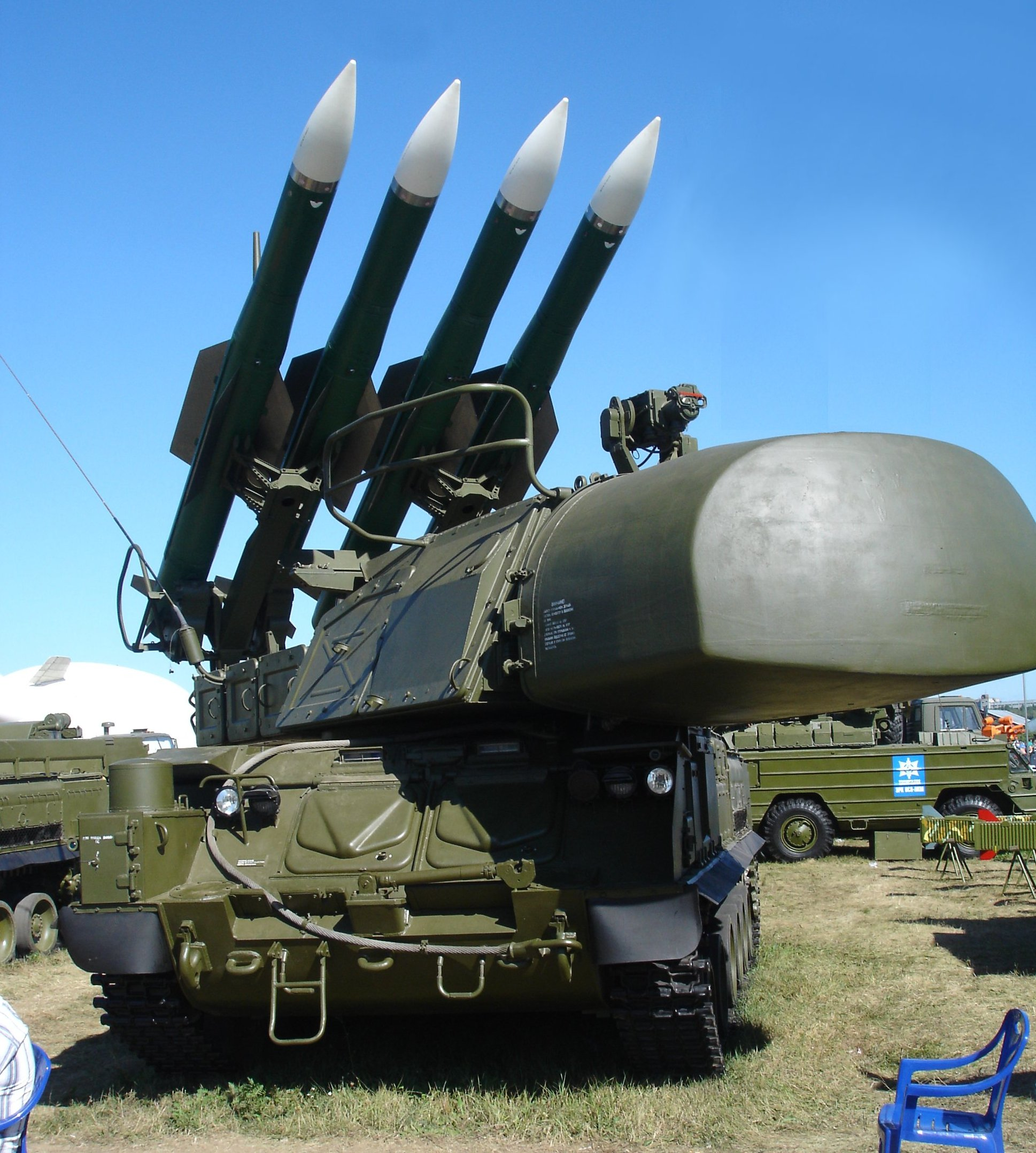
Buk M1-2-Lenkwaffenstarter mit 9M317-Lenkwaffen

Die Ausführung Buk-M1-2 entstand als Reaktion auf die US-amerikanischen Erfahrungen im Golfkrieg 1991. Mit der Buk-M1-2 wollte man auf die in diesem Konflikt häufig eingesetzten Kampfflugzeuge zur elektronischen Kriegsführung reagieren. Ebenso sollte die Kapazität zur Bekämpfung von kleinen Unbemannten Luftfahrzeugen und Ballistischen Raketen hinzugefügt werden. Die Buk-M1-2 wurde zwischen 1994 und 1997 als Zwischenlösung zur späteren Buk-M2 entwickelt. Dabei wurden ein Teil der alten Rechnerkomponenten durch moderne Rechner ersetzt und die Kommunikationsschnittstellen erneuert. Weiter wurde eine verbesserte Software mit installiert und der neue Lenkwaffentyp 9M317 eingeführt, wobei aber auch die älteren 9M38-Lenkwaffen verwendet werden können. Buk-M1-2 verwendet den 9S470M1-2-Feuerleitstand, das 9S18M1 Kupol-M1-Überwachungsradar sowie den 9A310M1-2-Lenkwaffenstarter mit dem 2S35M2-Feuerleitradar. Eine Buk-M1-2-Batterie mit sechs 9A310M1-2-Lenkwaffenstartern kann gleichzeitig 18 Lenkwaffen gegen sechs Ziele einsetzen. Buk-M1-2 hat einen horizontalen Kampfbereich von 3 bis 45 km. Der vertikale Einsatzbereich liegt bei 15 bis 25.000 m. Frontal anfliegende Luftziele können bis zu einer Fluggeschwindigkeit von 1.200 m/s bekämpft werden. Die maximale Fluggeschwindigkeit für die Bekämpfung eines wegfliegenden Luftziels liegt bei 300 bis 350 m/s. Mit der Buk-M1-2 können auch ballistische Kurzstreckenraketen mit einer Maximalreichweite von 150 km abgefangen werden. Diese können bis zu einer maximalen Fluggeschwindigkeit von 1200 m/s auf eine Distanz von 15 bis 20 km bekämpft werden. Weiter können auch radarreflektierende Bodenziele bekämpft werden. Die Reaktionszeit ab der Zielerfassung mit dem Radar bis zum Lenkwaffenstart beträgt 15–18 Sekunden. Buk-M1-2 wurde primär für den Exportmarkt entwickelt. Der NATO-Codename von Buk-M1-2 lautet SA-11B Gadfly.

### 9K37M1-2E Buk-M1-2E
Dies ist die Exportversion der 9K37M1 Buk-M1-2. Eine weitere Bezeichnung lautet Ural.

### 9K40 Buk-M2
Diese Buk-Ausführung entstand Ende der 1990er-Jahre als Prototyp für die spätere Ausführung 9K317 Buk-M2. Es wurde lediglich eine einzelne Batterie produziert und getestet.

### 9K317 Buk-M2

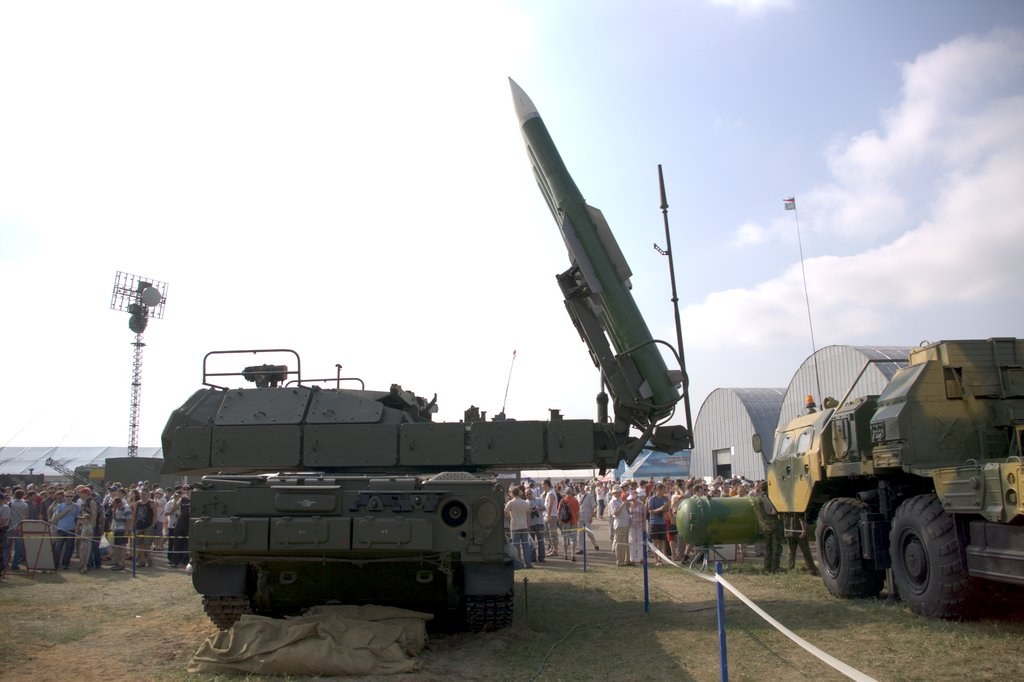
Buk M2-Lenkwaffenstarter mit 9M317-Lenkwaffen

Mit der Buk-M2 entstand eine tiefgreifend modernisierte Ausführung der Buk, bei der die aus den 1970er-Jahren stammende Elektronik durch moderne Komponenten ersetzt wurde. Dazu wurde eine neue Software mit neuen Bekämpfungsalgorithmen installiert. Diese ermittelt automatisch den optimalen Flugvektor für die Lenkwaffen und koordiniert deren Flugbahnen. Gegenüber den Vorgängerversionen weist Buk-M2 einen höheren Automatisierungsgrad auf. Mit der Buk-M2 können Flugziele, Marschflugkörper, Luft-Boden-Lenkwaffen, Abstands- und Präzisionswaffen sowie ballistische Kurzstreckenraketen bekämpft werden. Erstmals vorgestellt wurde Buk-M2 auf der Messe MAKS 2007. Buk-M2 verwendet den 9S510-Feuerleitstand, das 9S18M2 Kupol-2-Überwachungsradar sowie den 9A317-Lenkwaffenstarter mit dem 9S36-Phased-Array-Feuerleitradar. Dieses Radar kann zeitgleich 24 Ziele verfolgen und simultan vier 9M317-Lenkwaffen gegen vier Ziele steuern. Somit kann eine Buk-M2-Batterie mit sechs Lenkwaffenstartern gleichzeitig 24 Ziele bekämpfen. Bei Buk-M2 kommt neu das 2S36-1 Giraffe Überwachungs- und Feuerleitradar (NATO-Codename Chair Back) hinzu. Auch dieses Radarsystem ist auf einem Kettenfahrzeug untergebracht. Das Phased-Array-Radar ist auf einem 21 m hohen hydraulisch aufrichtbaren Antennenmast montiert. Das Radar kommt in hügeligem oder bewaldetem Gebieten zum Einsatz. 2S36-1 kann Ziele auf eine Entfernung von 120 km detektieren und begleiten. An das 2S36-1-Radar können zwei 9A316-Versorgungs- und Startfahrzeuge angebunden werden, für dessen Raketen es die Zielsuche und Raketensteuerung sicherstellt. Das 2S36-1-Radar kann zeitgleich acht Raketen gegen vier Ziele steuern. Buk-M2 hat einen horizontalen Kampfbereich von 3 bis 50 km. Der vertikale Einsatzbereich liegt bei 15 bis 25.000 m. Buk-M2 kann frontal anfliegende Luftziele bis zu einer Fluggeschwindigkeit von 1.200 m/s bekämpfen. Die maximale Fluggeschwindigkeit für die Bekämpfung eines wegfliegenden Luftziels liegt bei 300 bis 400 m/s. Mit der Buk-M2 können ballistische Kurzstreckenraketen mit einer Maximalreichweite von 150 km abgefangen werden. Diese können bis zu einer maximalen Fluggeschwindigkeit von 1200 m/s auf eine Distanz von 20 km und einer Höhe von 16 km bekämpft werden. Der NATO-Codename von Buk-M2 lautet SA-17 Grizzly.

### 9K317E Buk-M2E
Dies ist die Exportversion der 9K317 Buk-M2, welche seit den 2000er-Jahren in unterschiedlichen Ausführungen auf dem Exportmarkt angeboten werden. Buk-M2E kann sowohl auf dem GM-579-Kettenfahrzeug oder auf dem MZKT-6922-Fahrzeugmodell installiert werden.

### 9K317M Buk-M3

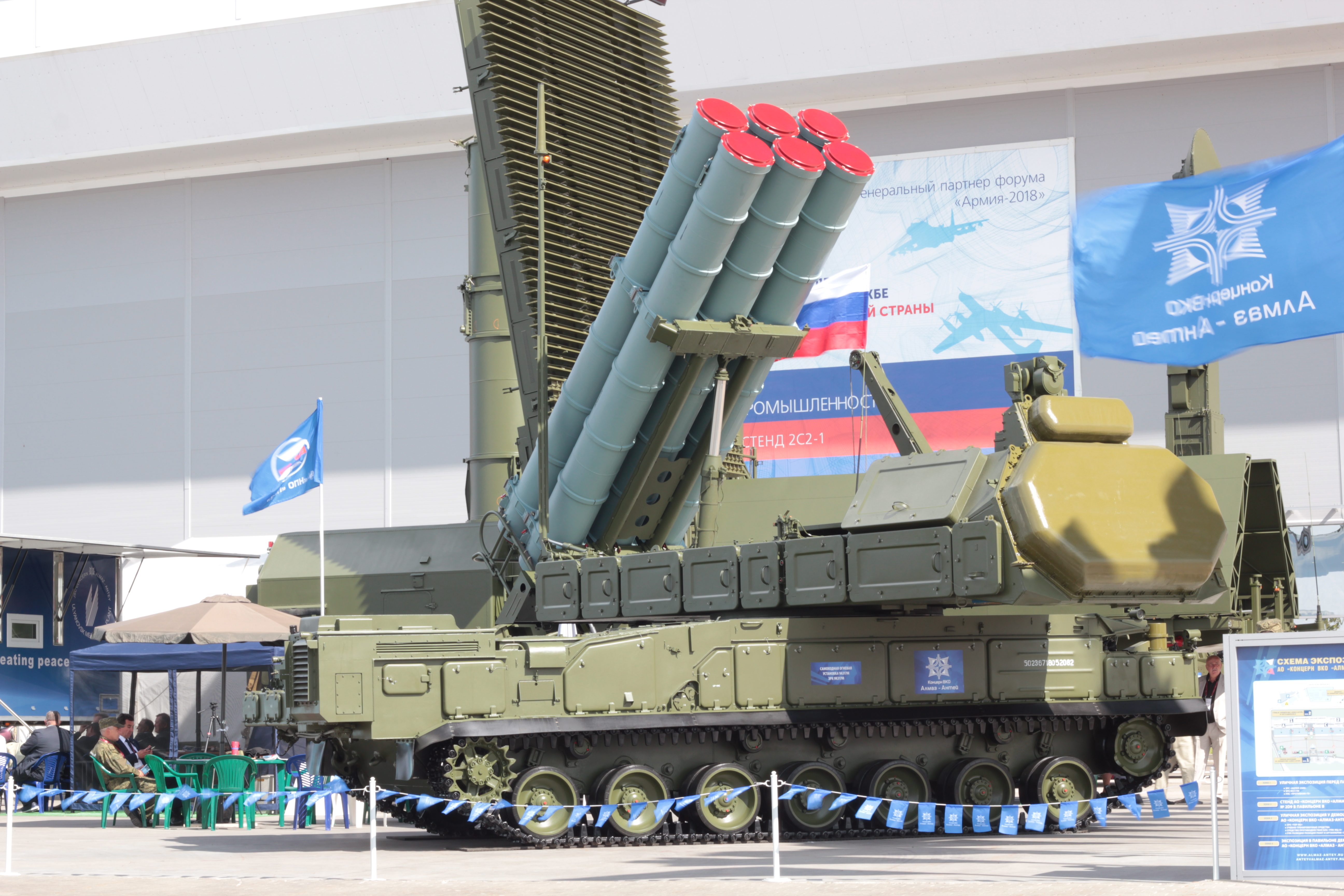
Buk-M3-Lenkwaffenstarter

Die Ausführung Buk-M3 wurde erstmals im Jahr 2005 erwähnt. Sie basiert auf der Buk-Marine-Ausführung 3S90M Esch. Nach einigen Verzögerungen wurde Buk-M3 im Jahr 2016 bei den russischen Landstreitkräften eingeführt. Die Buk-M3-Systeme für die russischen Landstreitkräfte sind auf GM-5955-Kettenfahrzeugen installiert. Buk-M3 verwendet den 9S510M-Feuerleitstand, das 9S18M3 Kupol-3-Überwachungsradar sowie den 9A317M-Lenkwaffenstarter mit dem 9S36M-Phased-Array-Feuerleitradar. Anstelle des 9S18M3 Kupol-3-Überwachungsradars kann auch das neue 9S38-Überwachungsradar verwendet werden. Jeder Lenkwaffenstarter ist mit sechs 9M317M-Lenkwaffen bestückt, die in zylinderförmigen Behältern untergebracht sind. Weiter existiert das Versorgungs- und Startfahrzeug 9A316M, mit welchem 12 Lenkwaffen transportiert werden können. Auch dieses Fahrzeug kann wie die Vorgängermodelle ebenfalls Lenkwaffen starten. Eine Buk-M3-Batterie kann mit sechs 9A317M-Lenkwaffenstartern gleichzeitig 36 Ziele bekämpfen (sechs Ziele per Lenkwaffenstarter). Buk-M3 hat einen horizontalen Kampfbereich von 2,5 bis 70 km. Der vertikale Einsatzbereich liegt bei 15 bis 35.000 m. Buk-M3 kann Luftziele bis zu einer Fluggeschwindigkeit von 3.000 m/s bekämpfen. Ebenso können ballistische Kurzstreckenraketen auf eine Distanz von 25 km bekämpft werden. Kleine Flugziele mit einem Radarquerschnitt vom 0,1 m² können auf eine Distanz von 17 bis 18 km bekämpft werden. Die Reaktionszeit ab der Zielerfassung mit dem Radar bis zum Lenkwaffenstart beträgt 8–10 Sekunden. Der NATO-Codename von Buk-M3 lautet SA-27.

### Viking
Dies ist die Exportversion der 9K317M Buk-M3, welche seit dem Jahr 2018 verfügbar ist. Viking kann sowohl auf dem GM-5955-Kettenfahrzeug als auch auf dem MZKT-6922-Fahrzeugmodell installiert werden. Es ist mit dem Flugabwehrsystem Antey-2500 kompatibel und kann mit diesem parallel eingesetzt werden. Auch wurde für das System Viking der 9A383E-Lenkwaffenstarter entwickelt. Dieser ist mit vier Behältern für 9M83ME-Lenkwaffen vom Antey-2500-System bestückt. Mit diesem Lenkwaffentyp erreicht Viking eine horizontale Kampfentfernung von bis zu 130 km.

### 9S90 Uragan
Die 9S90 Uragan ist die Marine-Ausführung der 9K37M1 Buk-M1 und kommt auf den Zerstörern des Projekts 956 (Sowremenny-Klasse) zum Einsatz. Eine weitere Bezeichnung lautet M-22. Zur Anwendung kommen sechs 3R90-Feuerleitradars und die 9M38M/M1-Lenkwaffen. Der NATO-Codename der 9S90 Uragan lautet SA-N-7A/B Gadfly. Die Exportversion wird je nach Version 9S90E Schtil oder 9S90E Smertsch bezeichnet.

### 9S90 Esch
Die 9S90 Esch ist die Marine-Ausführung der 9K37M1-2 Buk-M1-2 und kommt auf den Zerstörern der zweiten Serie vom Projekt 956 (Sowremenny-Klasse) zum Einsatz. Zur Anwendung kommen sechs 3R90M-Feuerleitradars und die 9M317-Lenkwaffen. Der NATO-Codename der 9S90 Esch lautet SA-N-12 Grizzly. Die Exportversion wird 9S90E Schtil bezeichnet.

### 9S90M Esch
Die 9S90M Esch ist die Marine-Ausführung der 9K317M Buk-M3 und kommt auf den Fregatten des Projekt 11356 (Admiral Grigorowitsch-Klasse) zum Einsatz. Zum Einsatz kommen die 9M317M-Lenkwaffen mit einer Senkrechtstartanlage für Flugkörper. Der NATO-Codename der 9S90M Esch lautet SA-N-7C Gollum. Die Exportversion wird je nach Version 3S90E Schtil-1 oder 3S90E.1 Schtil-1 bezeichnet.

### Buk-MB

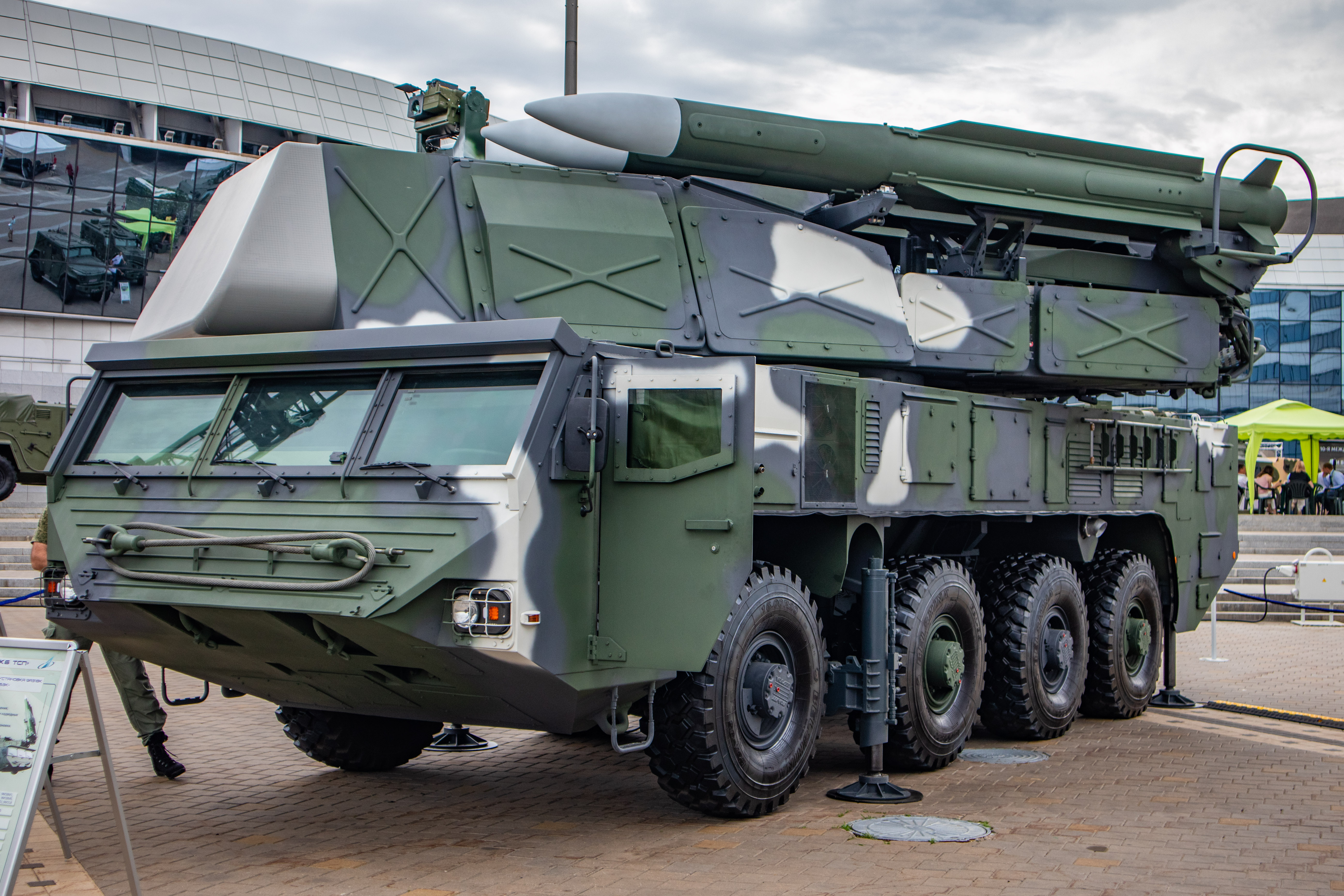
Buk-MB3K-Lenkwaffenstarter

Die Variante Buk-MB stammt aus Belarus. Buk-MB wird von GNPA Agat produziert und wurde erstmals 2005 vorgestellt. Dabei handelt es sich um eine verbesserte Ausführung der Buk-M1. Die belarussische Ausführung verwendet modernere Elektronik und verfügt über einen erhöhten Automatisierungsgrad. Installiert ist Buk-MB entweder auf einem Kettenfahrzeug oder auf einem MZKT-692250-LKW. Zum Einsatz kommen die Lenkwaffen 9M38M und 9M318. Letztere ist eine verbesserte 9M38M-Lenkwaffe mit einem aktiven Radarsuchkopf. Ebenfalls existieren die Weiterentwicklungen Buk-MB2, Buk-MB3 und Buk-MB3K. Mit den 9M318-Lenkwaffen hat Buk-MB einen horizontalen Kampfbereich von 3 bis 70 km. Der vertikale Einsatzbereich liegt bei 15 bis 25.000 m.

### FrankenSAM
Diese Variante entstand als Reaktion auf den russischen Überfall auf die Ukraine 2022. Durch den Krieg mit Russland war die Ukraine vom Nachschub für ihre aus der Sowjetzeit stammenden Waffensysteme abgeschnitten. Auf Anregung von Polen begann die Ukraine zusammen mit den Vereinigten Staaten ihre Buk-Systeme für den Start von westlichen Lenkwaffen umzubauen. Diese umgebauten Buk-Systeme werden FrankenSAM bezeichnet und können die im Westen weit verbreiteten Flugabwehrraketen RIM-7 Sea Sparrow und AIM-9 Sidewinder einsetzen.

### Raad

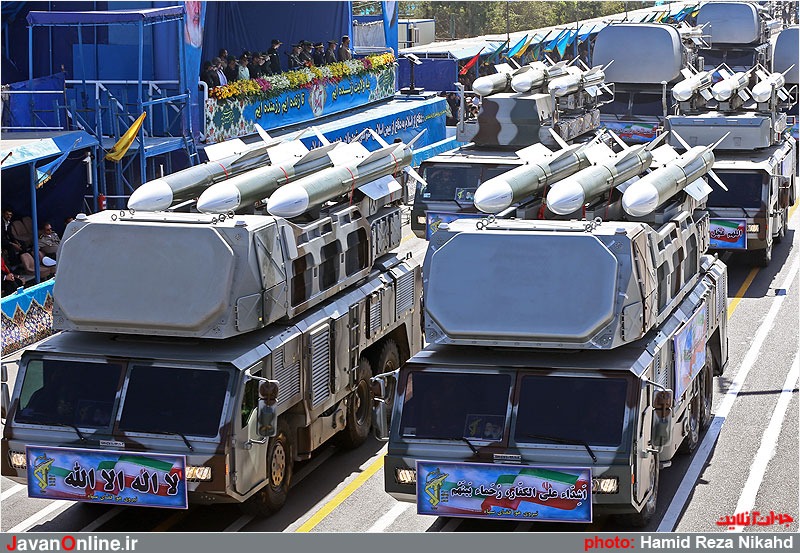
Raad-Lenkwaffenstarter

Das Raad-Flugabwehrraketensystem stammt aus dem Iran und wurde im Jahr 2012 vorgestellt. Dabei handelt es sich im Wesentlichen um eine Buk-M1, welche laut iranischer Angaben auf einen Buk-M2-ähnlichen Stand nachgerüstet worden sein soll. Das dreiachsige Startfahrzeug transportiert drei Raketen mit der Bezeichnung Taer 2, welche äußerlich dem russischen Typ 9M317 ähneln. Weiter existieren die Flugabwehrraketensysteme 3. Khordad und Tabas, welche ebenfalls Buk-Komponenten verwenden. Gemäß iranischen Angaben hat Raad eine Bekämpfungsreichweite von 24 bis 60 km (je nach Version). Der vertikale Einsatzbereich soll je nach Version bei 14.000 bis 30.000 m liegen.

### HQ-16

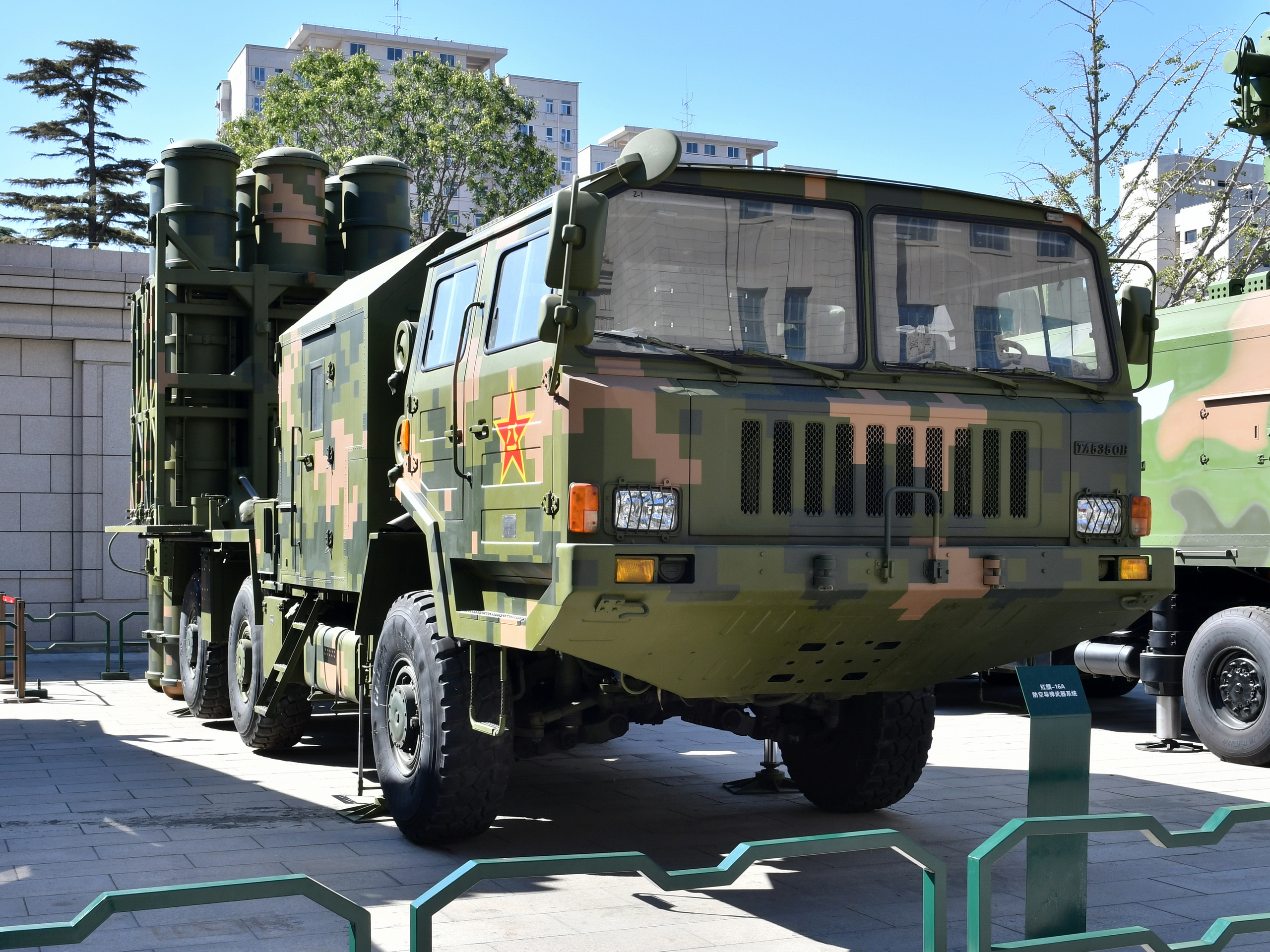
HQ-16-Lenkwaffenstarter der Volksbefreiungsarmee

Das HQ-16-Flugabwehrraketensystem stammt aus der Volksrepublik China und wurde dort ab dem Jahr 2005 entwickelt. HQ-16 basiert auf der Marine-Ausführung 3S90 Schtil, welche die Marine der Volksrepublik China aus Russland erhielten. Mittels Reverse Engineering entwickelte China daraufhin die fahrzeugbasierte Ausführung HQ-16. Als Startfahrzeug wird ein TAS5380-LKW verwendet. Die sechs Lenkwaffen befinden sich in Transport- und Abschussbehältern und werden vertikal aus diesen gestartet. Gemäß chinesischen Angaben hat HQ-16 eine Bekämpfungsreichweite von 40 bis 70 km (je nach Version). Der vertikale Einsatzbereich soll je nach Version bei 15 bis 18.000 m liegen.
Die Marine-Ausführung hat die Bezeichnung HHQ-16 und die Exportversion heißt LY-80. Der NATO-Codename lautet CSA-16.

### Übersicht Systemkomponenten
Technische Daten aus
| Buk-System                     | 9K37-1 Buk-1  | 9K37 Buk      | 9K37M1 Buk-M1   | 9K37M1-2 Buk-M1-2 | 9K317 Buk-M2   | 9K317M Buk-M3  |
| ------------------------------ | ------------- | ------------- | --------------- | ----------------- | -------------- | -------------- |
| NATO-Codenamen                 | SA-11A Gadfly | SA-11A Gadfly | SA-11A Gadfly   | SA-11B Gadfly     | SA-17 Grizzly  | SA-27          |
| Feuerleitstand                 | 9S470         | 9S470         | 9S470M1         | 9S470M1-2         | 9S510          | 9S510M         |
| Überwachungsradar              | 9S18 Kupol    | 9S18M Kupol-M | 9S18M1 Kupol-M1 | 9S18M2 Kupol-2    | 9S18M2 Kupol-2 | 9S18M3 Kupol-3 |
| Lenkwaffenstarter              | 9A38          | 9A310         | 9A310M          | 9A310M1-2         | 9A317          | 9A317M         |
| Versorgungs- und Startfahrzeug | 9A39          | 9A39          | 9A39M           | 9A39M1            | 9A316          | 9A316M         |
| Feuerleitradar                 | 9S35 Orech    | 9S35M         | 9S35M1          | 9S35M2            | 9S36           | 9S36M          |
| Lenkwaffentyp                  | 9M38          | 9M38M         | 9M38M1          | 9M317             | 9M317          | 9M317M         |
| Vernichtungszone               | 3,5–28 km     | 3,5–30 km     | 3,5–35 km       | 3–45 km           | 3–50 km        | 2,5–70 km      |
| Einsatzhöhe                    | 25–18.000 m   | 20–20.000 m   | 20–22.000 m     | 15–25.000 m       | 15–25.000 m    | 15–35.000 m    |

## Gefechtsgliederung
Eine Buk-Brigade besteht aus einer Stabsbatterie und vier Lenkwaffenbatterien. Die Buk-Lenkwaffenbatterien bestehen aus einem 9S470-Feuerleitstand, einem 9S18-Überwachungsradar sowie bis zu drei Feuereinheiten mit jeweils zwei 9A38/9A310-Lenkwaffenstartern und einem 9A39/9A316-Versorgungs- und Startfahrzeug. Die Luftraumüberwachung erfolgt auf Stufe Brigade mit 1L119 Nebo und 39N6 Casta-2-Überwachungsradars. Die gewonnenen Daten über die Gesamtluftlage werden dort in dem C³I-System D4M Polyana (9S52) oder Osnowa-1 ausgewertet und verarbeitet. Das D4M Polyana-System kann auch mit Radardaten von den C²-Systemen von S-300W-Brigaden versorgt werden. Vom D4M Polyana-System werden die Daten an den 9S470-Feuerleitstand der Buk-Abteilung weitergeleitet. Auf Stufe Brigade kann auch direkt auf die Feuerleitradars der Startfahrzeuge der Lenkwaffenbatterien zugegriffen werden.
Luftziele werden in der Regel auf Stufe Brigade mittels Radar erfasst und an den 9S470-Feuerleitstand einer Buk-Batterie weitergeleitet. Sowohl die Buk-Abteilung wie auch die Buk-Batterie kann autonom eingesetzt werden. Auf Stufe Buk-Batterie erfolgt die Weiterverfolgung der Ziele mit dem 9S18-Überwachungsradar. Kommen die Flugziele in den Wirkungsbereich der Buk-Lenkwaffenstarter werden die Ziele von dem Feuerleitradar auf dem Lenkwaffenstarter erfasst und begleitet. Kommen die Flugziele in die Bekämpfungsreichweite des Lenkwaffenstarters, können die Lenkwaffen gestartet werden.

## Kriegseinsätze

### Kaukasuskrieg 2008
Während des Kaukasuskriegs 2008 konnten die Verteidigungskräfte Georgiens mit Buk-Systemen je nach Quelle ein bis vier russische Flugzeuge abschießen, darunter ein Tu-22M „Backfire“-Bomber.

### Bürgerkrieg in Syrien seit 2011
Im Rahmen des Bürgerkrieges in Syrien setzen die Streitkräfte Syriens Buk-Systeme zum Schutz des Luftraumes ein. Bestätigte Abschüsse sind bisher nicht bekannt.

### Krise in der Ukraine 2014
Über der Ukraine wurde am 17. Juli 2014 das Passagierflugzeug MH17 der Malaysia Airlines von einer russischen Buk-M1-Rakete abgeschossen. Dieses Zwischenergebnis veröffentlichte die Internationale Ermittlerkommission am 28. September 2016 im niederländischen Nieuwegein. Startrampe wie Rakete stammten demnach aus Russland, waren auf prorussischem Rebellengebiet stationiert und die Startrampe wurde unmittelbar nach dem Abschuss wieder auf russisches Staatsgebiet zurückgefahren.
Drei Tage vor dem Abschuss der MH17 wurde erstmals eine ukrainische Militärmaschine, eine Antonow An-26, in größerer Höhe abgeschossen, als dies mit den bekannten schultergestützten Waffen möglich war – laut dem ukrainischen Verteidigungsminister Waleri Geletej in 6.500 Metern (ca. 21.300 Fuß) Höhe und von Russland aus, wozu das russische Nachrichtenportal Lenta.ru eine Buk als mögliche Waffe nannte.
Am 7. August 2014 wurde eine ukrainische Mikojan-Gurewitsch MiG-29 in der Nähe von Jenakijewe abgeschossen. Unter anderem die Ukrajinska Prawda nannte als mit hoher Wahrscheinlichkeit mögliches Waffensystem eine Buk.

### Russischer Überfall auf die Ukraine 2022
Bei dem russischen Überfall auf die Ukraine 2022 werden von beiden Konfliktparteien Buk-Systeme eingesetzt. Bei Kriegsausbruch bildeten die ukrainischen Buk-Systeme zusammen mit den S-300P-Systemen die Hauptstütze der ukrainischen Luftverteidigung. Dabei setzten die ukrainischen Streitkräften die Buk-Systeme zum Schutz von Städten sowie an den Frontlinien ein. Gemäß Meldungen vom Verteidigungsministerium der Ukraine sei es den ukrainischen Streitkräften in den ersten Kriegstagen gelungen, mit Buk-Systemen sieben russische Kampfflugzeuge sowie eine nicht genannte Anzahl Marschflugkörper und Drohnen abzuschießen. Gemäß dem International Institute for Strategic Studies wird der Einsatz ukrainischer Buk-Systeme im weiteren Kriegsverlauf im Großen und Ganzen als erfolgreich gewertet. Spätestens ab Mitte 2023 haben sich die Bestände der ukrainischen Buk-Raketen erschöpft. Anders als bei den westlichen Flugabwehrsystemen kann die Ukraine nicht auf den russischen Lieferanten zugreifen, um dieses Arsenal wieder aufzufüllen. Während russische Buk-Einheiten auf das ukrainische Gebiet vordrangen, ist es den Ukrainischen Streitkräften gelungen, verschiedene Radar- und Startfahrzeuge dieser Buk-Einheiten zu zerstören.
Im Gegenzug vermeldete das Verteidigungsministerium der Russischen Föderation die Zerstörung von mindestens 11 ukrainischen Buk-Systemen in den ersten Kriegstagen. Im weiteren Kriegsverlauf gelang es den Streitkräften Russlands mit Buk-Systemen eine nicht genannte Anzahl ukrainischer Kampfflugzeuge, Hubschrauber sowie Drohnen zu bekämpfen. Allein der Abschuss von 4 Suchoi Su-25, 5–6 Hubschraubern sowie rund 100 Drohnen werden der modernen Ausführung Buk-M3 zugeschrieben. Weiter soll es am 4. Mai 2024 einer Buk-M3-Einheit gelungen sein, eine Salve von vier ukrainischen ATACMS-Raketen über der Krim abzufangen.

## Verbreitung
- Algerien – 1 Batterie Buk-M2E.[87]:327

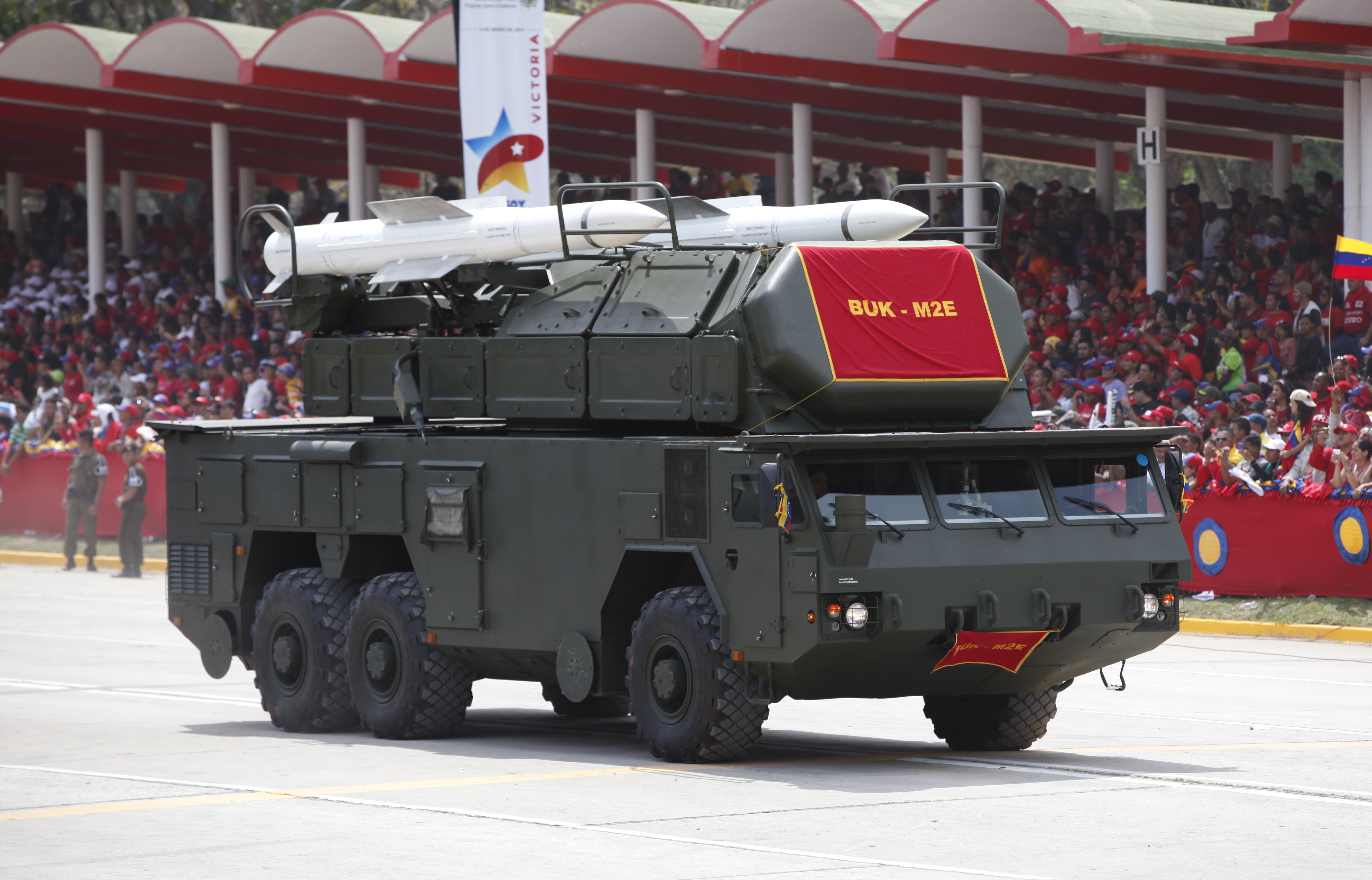
Venezolanisches Buk-M2E-Startfahrzeug MZKT-6922 bei einer Militärparade

- Armenien – Unbekannte Anzahl Buk-M1.[88]:184
- Aserbaidschan – Buk-M1 und Buk-MB.[89][90][10]
- Ägypten – 40 Buk-M1-2- und Buk-M2E.[87]:332
- Volksrepublik China – Marine-Ausführung auf den Schiffen der Sowremenny-Klasse, Typ-052B-Klasse und Typ-054A-Klasse, sowie die fahrzeugbasierte HQ-16.
- Finnland – Erhielt Mitte der 1990er-Jahre aus Russland drei 9K37 Buk-M1-Batterien (lokale Bezeichnung „ItO 96“) im Rahmen der Begleichung sowjetischer Schulden. Im Jahr 2015 wurde das System ausgemustert.[91][92]
- Georgien – 1–2 Buk-Batterien. 2 Start- und 2 Transportfahrzeuge sollen von russischen Truppen während des Kaukasuskrieges 2008 erbeutet worden sein.[68][89][93]
- Indien – Marine-Ausführung auf den Schiffen der Delhi-Klasse und Talwar-Klasse.
- Iran – Unbekannte Anzahl der Ausführung Raad.
- Kasachstan – Unbekannte Anzahl Buk und Buk-M2E.[89][10][94]
- Nordkorea – Unbekannte Anzahl Buk.[1][10]
- Russland – mit Stand vom 16. Oktober 2019 befinden sich 370 Buk-M1-2-, Buk-M2- und 92 Buk-M3-Startfahrzeuge im Dienst.[87]:194[95][96]
- Serbien – Kurz vor den Jugoslawienkriegen wurden einzelne Buk-Komponenten aus Russland geliefert. Im Jahr 2018 erhielt Serbien aus Belarus zwei überzählige Buk-M1-Batterien; geplante Modernisierung auf die Version Buk-MB.[6][89][97]
- Syrien – Vier Buk-M1-2E und acht Buk-M2E.[87]:362[89][10][98]
- Ukraine – 60 9K37 Buk.[87]:912
- Venezuela – Unbekannte Anzahl Buk-M2E.[87]:426
- Belarus – 2 Brigaden mit Buk und Buk-MB.[87]:186
- Zypern – 4 Buk-M1-2E (1 Batterie).[87]:92